# Amos Burn
Amos Burn foi um dos mais fortes enxadristas do final do século XIX. Foi pupilo de Wilhelm Steinitz e desenvolveu um estilo de jogar similar. Burn não se profissionalizou, competindo como amador nos torneios que disputou. Até os 38 anos de idade, não jogou com frequencia e somente em eventos nacionais mas sempre alcançando o primeiro ou segundo lugar. A partir de 1886 jogou com uma frequencia maior, empatando dois matches contra Henry Bird (+9-9) e George Henry Mackenzie (+4=2-4). Burn venceu o torneio de Londres (1887) empatado com Isidor Gunsberg e em Breslau (1889) ficou em segundo atrás de Siegbert Tarrasch mas a frente de Gunsberg. Em Colônia (1898), venceu ficando a frente de Rudolf Charousek, Mikhail Chigorin, Steinitz, Carl Schlechter e Dawid Janowski. Apesar da idade já avançada, competiu em outros sete torneios internacionais sendo Oostende (1906) o melhor resultado ao dividir o quarto lugar com Ossip Bernstein e Richard Teichmann, ficando atrás de Schlechter, Géza Maróczy e Akiba Rubinstein. Burn ainda editou uma coluna sobre xadrez no The Field de 1913 até sua morte.

## Principais resultados em torneios
| Data | Local         | Colocação | Observações |
| ---- | ------------- | --------- | --- |
| 1897 | Berlim 1897   | 5         | Vencido por Rudolf Charousek, com participação de Carl August Walbrodt, Joseph Henry Blackburne e Dawid Janowski. |
| 1900 | Paris 1900    | 4         | Vencido por Emanuel Lasker e com participação de Harry Nelson Pillsbury e Geza Maroczy.                           |
| 1907 | Oostende 1907 | 5         | Vencido por Siegbert Tarrasch, com Carl Schlechter em segundo e Dawid Janowski em terceiro.                       |